# 上封寺
上封寺（じょうふうじ）は、中華人民共和国湖南省衡陽市南嶽区にある仏教寺院。

## 歴史
上封寺は、隋の大業年間（605年-618年）に創建された。「上封寺」の名を賜った。
唐の末期、詩僧斉己上封寺に住した。
明の嘉靖年間（1522年-1566年）に再建された際、天王殿と四大天王像の建立にあたっては、従来通り復元することが求められた。
清の『南嶽志』に「清康熙中（1662-1722年）、湖南巡撫周召南邀請高僧異目来寺作方丈、大修寺舎、建成一座四進両廊大仏寺」と記録されている。同治年間（1862年-1874年）、曽国荃が先頭に立って出資し、寺院を再建。
中華民国二十一年、湖南省政府主席の何鍵が宝生を招いて住職とした。天王殿、大雄殿、祖堂、禅堂、斎堂、寮房を修復した。
文化大革命の時、紅衛兵により寺廟などの宗教施設が徹底的に破壊された。
1983年、中華人民共和国国務院は仏寺を漢族地区仏教全国重点寺院に認定した。
1987年に大規模な再建によって、現在の基礎が築かれた。

## 伽藍
山門、大雄宝殿（本堂）、天王殿、記法堂、蔵経楼、観音殿、弥陀殿

## 文学
唐代の詩僧斉己の詩に云く：
| 「 | 猿鳥共不到、我来身欲浮。 四方皆碧落、絶頂正清秋。 宇宙知何極、華夷見細流。 壇西独立久、白日転神州。 | 」 |

畢田の詩に詠む：
| 「 | 既壮黄金宇、何言青玉壇。 誰将応供者、又此易仙官。 | 」 |